# ハプログループG (mtDNA)
ハプログループG (mtDNA)（ハプログループG (ミトコンドリアDNA)、英: Haplogroup G (mtDNA)）とは、分子人類学で用いられる、人類のミトコンドリアDNAハプログループ（型集団）の分類のうち、「M」を祖先に持ち、709, 4833, 5108の変異により定義されるものである。下位系統はG1,G2,G3,G4にわかれる。
G1は細胞にエネルギーを供給するAPTの生産効率が高く、オリンピックアスリートの身体能力との関係性が指摘されている。

## 分布
ハプログループGはオホーツク海周辺の民族に高頻度に見られ 、アイヌ、日本人、モンゴル人、チベット人（そしておそらく北海道の縄文人）のハプログループにおいても主要な部分を占める。その他の東アジア・中央アジアの民族、バングラデシュ、ネパールでも低頻度にみられる
 。しかし、アメリカ先住民からは全く発見されていない。
現代日本で見られるミトコンドリアDNAハプログループGのサブクレードは主にG1a1a（3.2%）、G2a1（3.1%）、G3a2（0.5%）、G4（0.2%）、G1a3（0.2%）、G2a5（0.2%）。

## アイヌの起源
GのサブグループG1bはカムチャツカ半島先住民に高頻度でみられるが、現代日本人での報告例はない。これはアイヌとオホーツク人との関連を示唆しているかもしれない。

## 系統樹
- G TMRCA 今より31614.8 (SD 5193.6)年前[10]或いは29,491 (99% CI 33,145 - 26,086)年前[11]
  - G1 TMRCA 今より21492.9 (SD 5414.4)年前[10]或いは19,675 (99% CI 22,978 - 16,671)年前[11]
    - G1a (G1+C7867T) 中国（漢族 0.978%[12]、新疆ウイグル自治区[13]）、日本（東北・中部北陸等・計3.5%[8]） TMRCA 今より18139.1 (SD 5462.4)年前[10]・今より17,594 (99% CI 20,168 - 15,226)年前[11]・今より20000（95% CI 26000 <-> 15100）年前[13]
      - G1a1 (G1a+A15860G+T16325C) TMRCA 今より14800（95% CI 20800 <-> 10200）年前[13]・今より13,290（99% CI 15,563 - 11,227)年前[11]
        - G1a1+C150T キルギス[13]
          - G1a1a (G1a1+C150T+A4793G) 台湾[13]、日本（北海道・東北・関東甲信越・中部北陸・近畿・九州・計3.2%[8]）
            - G1a1a+G11914A! 日本（東京都・愛知県・千葉県等[13]）、韓国[13]、中国（漢族 0.115%[12]）
              - G1a1a1 (G1a1a+G11914A!+A827G) 日本（愛知県等[13]）、中国（内モンゴル自治区ダウール族1人[13]、山東省漢族1人・計0.0046%[12]）
                - G1a1a1a (G1a1a1+T1822C) 日本（東京都等[13]）、韓国[13]、中国（河南省漢族1人[13]）

              - G1a1a2 (G1a1a+G11914A!+A1299G) 日本（東京都・愛知県等[13]）
                - G1a1a2a (G1a1a2+T10C) 日本（東京都・愛知県[13]）

              - G1a1a3 (G1a1a+G11914A!+C5263T+A8566G+C16187T!) 日本（東京都・愛知県[13]）
              - G1a1a4 (G1a1a+G11914A!+T6167G) 日本（東京都[13]）、韓国[13]
                - G1a1a4a (G1a1a4+T482C) 日本（東京都等[13]）
                - G1a1a4b (G1a1a4+A2764T)
                - G1a1a4c (G1a1a4+A14575G) 日本（東京都[13]）

              - G1a1a+G11914A!+T3338C 日本（千葉県・東京都[13]）
              - G1a1a+G11914A!+A6533G 日本（東京都等[13]）
              - G1a1a+G11914A!+A9494G 韓国[13]、日本（東京都[13]）
              - G1a1a+G11914A!+A183G 韓国[13]
              - G1a1a+G11914A!+A12366G 韓国（大邱広域市[13]）

          - G1a1+C150T+C7750T 中国[13]（漢族 0.065%[12]）
            - G1a1+C150T+C7750T+C13763A 中国（新疆ウイグル族[13]）

          - G1a1+C150T+A9041G 中国（漢族 山西省1人・湖北省1人・山東省2人・河南省1人・計0.023%[12]）
            - G1a1+C150T+A9041G+G13145A タジキスタン（ゴルノバダフシャン自治州パミール人[13]）、パキスタン（コー人[13]）、中国（タシュクルガンタジク自治県サリコリタジク族[13]）
              - G1a1+C150T+A9041G+G13145A+T7581C 中国（タシュクルガンタジク自治県サリコリタジク族[13]）

          - G1a1+C150T+T15968C 台湾[13]、中国（漢族 0.051%[12]）
            - G1a1+C150T+T15968C+A3579G 中国（福建省等[13]）

          - G1a1b (G1a1+C150T+C12178T) ロシア（アルタイ人[13]）、中国（漢族 陝西省2人・安徽省1人・山東省2人・江蘇省2人・浙江省1人・計0.037%[12]）、台湾[13]

        - G1a1d (G1a1+C4694A)
          - G1a1d1 (G1a1d+A6663G) タイ王国（ヤオ族[13]）
          - G1a1d2 (G1a1d+C6668T) ベトナム（ヤオ族[13]）

        - G1a1g (G1a1+C15745A) ロシア（トゥヴァ共和国・トジャ[13]）

      - G1a2'3 (G1a+C16184T) TMRCA 今より13,109 (99% CI 16,434 - 10,219)年前[11]・今より16900（95% CI 27000 <-> 9800）年前[13]
        - G1a2 (G1a+C16184T+C16290T+A12040G) タイ王国（シャン族[13]）、中国（ティンリ県チベット族[13]、漢族 0.055%[12]）
          - G1a2a (G1a2+C150T) 中国（ミャオ族[13]）

        - G1a3 (G1a+C16184T+G4833A!+C16214T) 日本（北海道・東北・中部北陸・計0.2%[8]、愛知県等[13]）
          - G1a3a (G1a3+C9527T) 日本（千葉県[13]）
          - G1a3b (G1a3+A200G+C14990T) 日本[11]

      - G1a4 (G1a+T15019C) タイ王国（メーホンソーン県ラフ族[13]）
      - G1a5 (G1a+T11152C) 中国（新疆ウイグル自治区ウイグル族[13]）
      - G1a6 (G1a+T8987C) 日本[11]、中国[13]（漢族 0.042%[12]）

    - G1+A12972G+T16017C ロシア（サハ共和国出土の今より約9769年前の人骨Kolyma1[13]）
      - G1b (G1+A12972G+T16017C+A12361G) ロシア[11]、中国（漢族 北京市1人・広東省1人・計0.009%[12]） TMRCA 今より7246.3 (SD 5088.0)年前[10]・今より10100（95% CI 14900 <-> 6600）年前[13]・今より4,728 (99% CI 5,651 - 3,900)年前[11]
        - G1b1 (G1b+A16207G) ロシア（ブラヴァ村ウリチ[13]）
          - G1b1a (G1b1+G207A+A16399G) ロシア（ノグリキ村ニヴフ[13]）
            - G1b1a1 (G1b1a+G16244A) ロシア（ニヴフ[13]）

          - G1b1b (G1b1+G10586C) ロシア（マガダン州コリャーク・マガダン州エヴェン・サハ共和国ヤクート[13]）
            - G1b1b1 (G1b1b+A4923G) ロシア（マガダン州コリャーク・マガダン州ギジガ村エヴェン・カムチャツカ地方エヴェン・カムチャツカ地方コリャーク[13]）
            - G1b1b2 (G1b1b+T15629C) ロシア（カムチャツカ地方コリャーク[13]）

        - G1b2 (G1b+T4646C+G10143A) ロシア（チュクチ族[13]）
          - G1b2a (G1b2+G207A) ロシア（アヨン村チュクチ族[13]）
            - G1b2a1 (G1b2a+T12408C) ロシア（マガダン州コリャーク[13]）

    - G1c (G1+T593C+G9966A) 韓国（ソウル[13]）、中国（漢族 0.448%[12]）
      - G1c1 (G1c+T2226C+T15565C) 台湾（アミ族[13]）、中国（漢族 0.078%[12]）
        - G1c1a (G1c1+A16220G) 中国（泰安市漢族1人・四川省漢族1人[13]）

      - G1c+T4973C 中国（浙江省漢族1人[12]）
        - G1c2 (G1c+T4973C+C8161T) 中国（漢族 0.143%[12]、河北省1人[13]）

      - G1c3 (G1c+T4353C)
        - G1c3a (G1c3+A12361G) 中国[13]
          - G1c3a1 (G1c3a+T14308C) タイ王国（ラフ族[13]）

      - G1c4 (G1c+A636G) マレーシア（Orang Seletar[13]）

    - G1d (G1+T11253C) 中国[13]（漢族 0.074%[12]）

  - G2 (G+C5601T+A13563G)
    - G2a'c (G2+G9575A) 中国[11]（福建省漢族・新疆ウイグル族等[13]）、アメリカ合衆国[11]
      - G2a (G2+G9575A+G7600A+A9377G)
        - G2a1 (G2a+T14200C) ベラルーシ[13]、ロシア（ムルマンスク州・チェリャビンスク州・タイミル自治管区エヴェンキ・トゥヴァ人[13]）、中国（河南省漢族1人・河北省1人・シガツェ市チベット族1人[13]）、日本（北海道・東北・中部北陸・近畿・九州等・計3.1%[8]、東京都・千葉県・愛知県等[13]）、アメリカ合衆国（白人[13]） TMRCA 今より14045.7 (SD 4742.4)年前[10]・今より11400 (95% CI 13300 <-> 9700)年前[13]・今より13,636 (99% CI 15,164 - 12,202)年前[11]
          - G2a1x (G2a1+T8547C+A14587G)
            - G2a1x1 (G2a1x+C10043T) ノルウェー[11]

          - G2a1+T16189C!+T15784C 韓国[13]、中国（広東省1人[13]）、インド（シッキム州Lachungpa[=チベット族][13]）、ロシア（ヴォロネジ州[13]）
          - G2a1+T16189C!+C7533T 中国（イリ地方漢族1人[13]）
          - G2a1+T16189C!+G16227A! 中国（ティンリ県チベット族[13]）
            - G2a1+T16189C!+G16227A!+G207A
              - G2a1+T16189C!+G16227A!+G207A+G16526A 中国（新疆ウイグル族[13]）
              - G2a1+T16189C!+G16227A!+G207A+C3654T 中国[13]

            - G2a1+T16189C!+G16227A!+G16129A! アルジェリア（ウメル・ブアーギ県[13]）、インド（ラダック・パンジャーブ人ヒンドゥー教徒等[13]）、中国（チャムド市チベット族・ラサ市チベット族・ティンリ県チベット族[13]）、シンガポール[13]
            - G2a1+T16189C!+G16227A!+G4991A 中国[13]

          - G2a1c (G2a1+C152T!!+A16227G+T16519C!+T16189C!+A16194G+T16195C) 日本[11]（愛知県・千葉県・東京都等[13]）、韓国[11]、アメリカ合衆国[13] TMRCA 今より4606.1 (SD 9638.4)年前[10]・今より4,874 (99% CI 5,720 - 4,106)年前[11]・今より3300 (95% CI 4800 <-> 2100)年前[13]
            - G2a1c1 (G2a1c+G16194c) 日本[11]（東京都[13]）
              - G2a1c1a (G2a1c1+T3278C) 日本（東京都[13]）

            - G2a1c2 (G2a1c+G7337A) 日本[13]
              - G2a1c2a (G2a1c2+T16311C!) 日本[11]（東京都・愛知県[13]）
              - G2a1c2b (G2a1c2+T961C) 日本[11]

          - G2a1a (G2a1+C12525T) ロシア（ヤクート・カラチャイ[13]）、グルジア（アブハズ人[13]）、中国（内モンゴル自治区ブリヤート[13]）
          - G2a1b (G2a1+A12753G) 日本（東北地方・計0.1%[8]）
            - G2a1b+A15758G 中国（漢族 天津市1人・広東省1人等・計0.014%[12]）
              - G2a1b1 (G2a1b+A15758G+T146C!+T8063C+G9266A) 韓国、中国（漢族 北京市1人・計0.0046%[12]）
                - G2a1b1a (G2a1b1+G207A) 日本[11]（千葉県[13]）

            - G2a1b2 (G2a1b+A8832C) タイ王国（Mon族[13]）
            - G2a1b3 (G2a1b+T16126C) タイ王国（タイクーン族[13]）
              - G2a1b3a (G2a1b3+A7606G) タイ王国（中部タイ人[13]）
                - G2a1b3a1 (G2a1b3a+C489T!) タイ王国（中部タイ人[13]）

          - G2a1+G13194A パキスタン（ギルギット・バルティスタン[13]）、中国（ティンリ県チベット族[13]）
            - G2a1h (G2a1+G13194A+T3777C) インド（ワンチョー族・ラダック[13]）、中国（チベット自治区出土の今より約2400年前の人骨Gebusailu_M112_172と今より約2224年前の人骨Gebusailu_M2_172[13]）

          - G2a1+C152T!!

        - G2a+A16227G
          - G2a2 (G2a+A16227G+T711C+C8943T+G15110A) トルコ（メルスィン県[13]）、ロシア（ハムニガン・ブリヤート・チェルカン・ヤクート・カラチャイチェルケス共和国ノガイ族・タタールスタン共和国タタール[13]）、中国（バルガ族・江蘇省・タシュクルガンタジク自治県キルギス族・アルトゥシュ市キルギス族・新疆ウイグル族等[13]）
            - G2a2a (G2a2+A13395G) 中国[13]
              - G2a2a1 (G2a2a+G207A) イギリス[11]、ポーランド、トルコ[11][13]、ロシア（ハムニガン・バシコルトスタン[13]）、中国（新疆ウイグル族[13]）
                - G2a2a1a (G2a2a1+C4493T) ロシア（イルクーツク州ブリヤート[13]）、中国（内モンゴル自治区バルガ族[13]）
                - G2a2a1b (G2a2a1+A7364G) ロシア（ハムニガン[13]・ブリヤート共和国ブリヤート[13]）

            - G2a2b (G2a2+G12007A) ロシア（ブリヤート[13]）、モンゴル[13]、中国（内モンゴル自治区バルガ族[13]）
            - G2a2c (G2a2+T16136C) 中国（新疆ウイグル族[13]）
            - G2a2d (G2a2+C5456T) 中国（新疆ウイグル族・江蘇省呉語話者1人[13]）
              - G2a2d1 (G2a2d+T8978C) 中国（新疆ウイグル族[13]）

            - G2a2e (G2a2+T4772C) ロシア（ブリヤート・ハムニガン[13]）
            - G2a2f (G2a2+A14569G!) ロシア（チェルカン[13]）
            - G2a2g (G2a2+C6104T) パキスタン（ハザーラ[13]）
              - G2a2g1 (G2a2g+A16265C) カザフスタン[13]、中国（新疆ウイグル自治区出土の今より約612年前・928年前・2139年前の古人骨3体）、ハンガリー（今より約950年前の古人骨1体[13]）

          - G2a+A16227G+G185A+G3882A+C16294T
            - G2a3 (G2a+A16227G+G185A+G3882A+C16294T+C16262T) ロシア[11]、スエーデン[11]、ドイツ[11]、イラン[11]
              - G2a3a (G2a3+C16169T+A16318G+G16526A) ロシア（タタールスタン・バシコルトスタン・チュメニ州[13]）
              - G2a3b (G2a3+G7805A) ロシア（タタールスタン[13]）、中国（新疆ウイグル族1人・河南省漢族1人[13]）

          - G2a4 (G2a+A16227G+G16319A+A12280G+A16272G) 中国[11]
            - G2a4a (G2a4+T59C) 中国[13]
            - G2a4b (G2a4+T6707C) 中国[13]
            - G2a4c (G2a4+C10990T) 中国（河南省漢族1人[13]）
            - G2a4d (G2a4+T710C) 台湾[13]、中国（黒竜江省ダウール族1人[13]）

          - G2a5'6 (G2a+A16227G+C13383T+G14861A+A15562G+C16234T)
            - G2a5 (G2a+A16227G+C13383T+G14861A+A15562G+C16234T+T4688C) 韓国[13]、日本（北海道・東北・中部北陸・計0.2%[8]）
              - G2a5a (G2a5+G12192A) キルギス[11]、中国（甘粛省1人[13]）、日本[11]（東京都[13]）
                - G2a5a1 (G2a5a+G16227A!)
                  - G2a5a1a (G2a5a1+A4021G) ロシア（ブリヤート・ハムニガン・カルムイク[13]）
                  - G2a5a1b (G2a5a1+T16311C!) 中国（バルガ族[13]）、ロシア（ブリヤート[13]）

              - G2a5b (G2a5+A16309G) [要チェック：FTDNAによるG2a6と同一では？] カザフスタン[13]、中国（バルガ族[13]）
                - G2a5b1 (G2a5b+T9482C) ロシア（カラチャイ・バルカル[13]）、韓国[13]
                - G2a5b2 (G2a5b+C489T!)
                - G2a5b3 (G2a5b+C4763T) カザフスタン[13]、中国（河南省漢族1人[13]）

            - G2a6 (G2a+A16227G+C13383T+G14861A+A15562G+C16234T+A16309G) カザフスタン[11]、ロシア[11]
              - G2a6a (G2a6+C4763T+T16209C) 韓国[11]、ラトビア[11]

      - G2c (G2+T12441C+G13145A+A14839G) タイ王国（ヤオ族[13]）、中国（漢族 0.051%[12]）
        - G2c1 (G2c+C7502d) 中国（チベット自治区Gebusailu遺跡出土の今より約2400年前の人骨Gebusailu_M2ことOQ707104.1[13]）
          - G2c1a (G2c1+T5782C) 中国[13][11]（漢族 0.042%[12]）
            - G2c1a1 (G2c1a+T10335C) 中国[13]

          - G2c1b (G2c1+T8626C) 中国（新疆ウイグル族[13]）
            - G2c1b1 (G2c1b+T16381C) 中国（新疆ウイグル族[13]）

    - G2b (G2+T8877C) 中国（漢族 0.503%[12]）
      - G2b1 (G2b+G4853A) 中国（漢族 0.282%[12]）
        - G2b1a (G2b1+C11151T) 中国[11]、スペイン[11]
          - G2b1a+G4048A タイ王国（Nyaw族[13]）
            - G2b1a1 (G2b1a+G4048A+T13191C+T14182C+T3398C+G207A) ミャンマー[13]、タイ王国（北部タイ人[13]）、アメリカ合衆国[13]
              - G2b1a1a (G2b1a1+C16239T) タイ王国（カレン族[13]）、ミャンマー[13]
              - G2b1a1b (G2b1a1+C489T!) タイ王国（カレン族[13]）

          - G2b1a+G263A 中国（重慶市[13]）
            - G2b1a2 (G2b1a+G263A+T3593C+T16172C) 中国[11]（内モンゴル自治区エヴェンキ族[13]）
              - G2b1a2a (G2b1a2+G2120A) 中国[11]（北京市漢族等[13]）

          - G2b1a3 (G2b1a+A4562T) 台湾（客家[13]）
          - G2b1a4 (G2b1a+C4599T) タイ王国（タイクーン族[13]）
            - G2b1a4a (G2b1a4+C489T!) タイ王国（タイクーン族・タイルー族[13]）

          - G2b1a5 (G2b1a+T11353C) ドンガン人[13]、中国[13]（漢族 新疆ウイグル自治区1人・遼寧省1人・安徽省1人・河北省1人・山東省1人・計0.023%[12]）
          - G2b1a6 (G2b1a+G3316A) 中国（黒竜江省ダウール族[13]）
          - G2b1a7 (G2b1a+G228A) フィリピン[13]

        - G2b1+T12375C 中国（漢族 四川省1人・江蘇省1人・計0.009%[12]）
          - G2b1b (G2b1+T12375C+A16269G) 中国（チベット自治区山南市チベット族[13]）
            - G2b1b1 (G2b1b+C9585T) インド（シッキム州Lachungpa族[13]）
              - G2b1b1a (G2b1b1+G8896A) インド（シッキム州Lachungpa族[13]）

            - G2b1b2 (G2b1b+C6422T) 中国（新疆ウイグル族[13]）

      - G2b2 (G2b+A6932G) 中国（漢族 0.212%[12]）、日本（中部北陸地方・計0.1%[8]）
        - G2b2a (G2b2+A1692G+C4680A) インド（Gallong族[13]）
          - G2b2a1 (G2b2a+A6116G) インド（Kathodi族[13]）、中国（雲南省プミ族[13]）
            - G2b2a1a (G2b2a1+C2829T) ネパール[13][11]

        - G2b2b (G2b2+G15930A+C16260T) 日本（千葉県[13]）、中国[13]（漢族 0.037%[12]）
          - G2b2b1 (G2b2b+T12678C+T12892C+G16390A) 日本[11]

        - G2b2c (G2b2+G3591A) ロシア[11]（タタールスタン共和国タタール[13]）、中国（漢族 0.032%[12]）
          - G2b2c1 (G2b2c+T9110C) 中国[13]

        - G2b2d (G2b2+T5641C) 日本[11]、韓国[13]、中国（タシュクルガンタジク自治県キルギス族[13]、新疆ウイグル自治区出土の今より約2250年前の人骨HRR579132及び今より約2215年前の人骨SMTS_M66[13]）、アルバニア[13]、アメリカ合衆国[13]
          - G2b2d1 (G2b2d+A6647T) ロシア（トジャ地方Adir-Kezhig村[13]、イルクーツク州ブリヤート[13]）、中国（新疆ウイグル族[13]）
            - G2b2d1a (G2b2d1+A10006G) ロシア（アルタイ地方Soltonskiy地区Kumandin族[13]）

          - G2b2d2 (G2b2d+T14956C) 日本（東京都[13]）
          - G2b2d3 (G2b2d+T11984C) 日本[11]
            - G2b2d3a (G2b2d3+A11650G)
              - G2b2d3a1 (G2b2d3a+G16213A+G5460A) スエーデン[11]、デンマーク[11]、スコットランド[11]

            - G2b2d3b (G2b2d3+A6647t+G1709A) イラク[11]、ロシア[11]
            - G2b2d3c (G2b2d3+T14956C+A16300G) 日本[11] [要チェック：YFullによるG2b2d2と同一なのでは？]

        - G2b2e (G2b2+T4386C)

    - G2d (G2+A11443G) タイ王国（ヤオ族[13]）
      - G2d1 (G2d+C5960T) タイ王国（タイユアン族[13]）
        - G2d1a (G2d1+A328G) タイ王国（リス族・タイユアン族[13]）

    - G2e (G2+T14178C) ネパール[13]

  - G3 (G+G16274A)
    - G3a (G3+A15746G) TMRCA 今より18932.9（SD 6998.4）年前[10]・今より15,488（99% CI 18,776 - 12,566）年前・今より24100（95% CI 34100 <-> 16500）年前[13]
      - G3a3 (G3a+T12408C+G16390A) ロシア（ハムニガン・ブリヤート[13]）、中国[11]（バルガ族等[13]）
        - G3a3+T16519C! ポーランド[11]、スロバキア[11]、ウクライナ[11]
        - G3a3a (G3a3+G16156A) 中国（アルトゥシュ市ウイグル族等[13]）
          - G3a3a1 (G3a3a+A390G) 中国（内モンゴル自治区漢族1人[13]）
            - G3a3a1a (G3a3a1+C2263A) 中国（新疆ウイグル族[13]）
              - G3a3a1a1 (G3a3a1a+A3523G) ロシア（バシコルトスタン[13]）

        - G3a3b (G3a3+G13225A) イギリス[11]、アルバニア[11]

      - G3a1'2'4 (G3a+G143A) カザフスタン[11]、ルーマニア（Brăiliţa出土の901年～1029年 CEの人骨I17642ことBrăiliţa 17642[11])、中国（河南省漢族1人・浙江省1人[13]）
        - G3a+G143A+A12661G 中国（新疆ウイグル族[13]）
        - G3a1 (G3a+G143A+A16T+A16215G)
          - G3a1a (G3a1+C8861T) 中国（ハニ族・チベット自治区・シェルパ・ナシ族[13]）
          - G3a1b (G3a1+C16225T) 中国（タシュクルガンタジク自治県サリコリタジク族[13]）
            - G3a1b1 (G3a1b+T13326C) 中国（チベット自治区[13]）

          - G3a1c (G3a1+C2389A) タイ王国（古人骨[13]）

        - G3a2 (G3a+G143A+T7621C) 日本（中部北陸地方等・計0.5%[8]）TMRCA 今より15500（95% CI 30300 <-> 6800)年前[13]或いは9,156（99% CI 10,886 - 7,601)年前[11]
          - G3a2a 日本[11]（東北・中部北陸・計0.4%[8]、愛知県等[13]）、韓国[11][13]、ウズベク人[13]、アメリカ合衆国[13]
          - G3a2b (G3a2+C15104T) 台湾（漢族[13]）
          - G3a2+T152C! 中国（黒竜江省ダウール族[13]）、ロシア（ウデヘ[13]）
            - G3a2c (G3a2+T152C!+T204C+A3426G+G8854A) 韓国[11]
            - G3a2+T152C!+C13209T 中国（新疆ウイグル族[13]）
              - G3a2+T152C!+C13209T+G13718C 中国[13]

        - G3a4 (G3a+G143A+G7382A) ネパール[13]

    - G3b (G3+G13477A+A14605G+G15927A) TMRCA 今より17600（95% CI 25200 <-> 11900)年前[13]或いは10,616 (99% CI 13,803 - 7,910)年前[11]
      - G3b1 (G3b+C9599T) パキスタン[11]（ラホール市パンジャーブ人等[13]）、インド[11][13]、中国（チベット自治区僜人・ティンリ県チベット族[13]）
        - G3b1a (G3b1+T279C) 中国（チベット自治区メンパ族[13]）
          - G3b1a1 (G3b1a+C16168T) インド（ディラングメンパ族[13]）、中国（チベット自治区ニンティ市[13]）

      - G3b2 (G3b+T6896C) 中国[11][13]、タイ王国（メーホンソーン県ラワ族[13]）
        - G3b2a (G3b2+T146C!) 中国（貴州省ミャオ族[13]）、タイ王国（北部タイ人[13]）
          - G3b2a1 (G3b2a+A16166G) 中国（チベット自治区メンパ族等[13]）

      - G3b3 (G3b+G4113A) インド（シッキム州Lachungpa[チベット族][13]）
      - G3b4 (G3b+T3394C) 中国（チベット自治区ローバ族・ラサ市チベット族[13]）

  - G4 日本[11]（九州・中部北陸・計0.2%[8]）
    - G4a (G4+A5051G)
      - G4a1 (G4a+A2109T) 日本[13]
      - G4a2 (G4a+G4541A) 日本（北海道・東京都・愛知県[13]）

    - G4b (G4+C2070T) 中国（四川省[13]）

  - G5 (G+A10286G)
    - G5a (G5+C1959T) タイ王国（南部タイ人[13]）
      - G5a1 (G5a+G12236A) タイ王国（ナコーンラーチャシーマー県北東部タイ人[13]）
      - G5a2 (G5a+T14530C) ベトナム（ヤオ族[13]）
        - G5a2a (G5a2+C8270CACCCCCTCT) ベトナム（ヤオ族[13]）

| ヒトのミトコンドリアDNAハプログループの系統樹 |                          |    |    |    |    |     |    |    |    |    |    |    |    |    |    |    |    |    |    |    |   |   |   |   |   |    |    |   |   |   |   |  |  |  |  |  |  |
|                                               | ミトコンドリア・イブ (L) |    |    |    |    |     |    |    |    |    |    |    |    |    |    |    |    |    |    |    |   |   |   |   |   |    |    |   |   |   |   |  |  |  |  |  |  |
| L0                                            | L1                       | L5 | L2 | L6 | L4 | L3  | L3 | L3 | L3 | L3 | L3 | L3 | L3 | L3 | L3 | L3 |    |    |    |    |   |   |   |   |   |    |    |   |   |   |   |  |  |  |  |  |  |
| L0                                            | L1                       | L5 | L2 | L6 | L4 |     |    |    |    |    | M  | M  | M  | M  | M  |    | N  | N  | N  | N  | N |   |   |   |   |    |    |   |   |   |   |  |  |  |  |  |  |
| L0                                            | L1                       | L5 | L2 | L6 | L4 | M7  |    | M8 | M8 |    | M9 |    | D  | G  | Q  | N1 |    | N2 |    | N9 |   | A | O | S | X |    | R  | R | R | R | R |  |  |  |  |  |  |
| L0                                            | L1                       | L5 | L2 | L6 | L4 | M7a | C  | Z  | E  | I  | W  | Y  | D  | G  | Q  | R0 | R0 |    | R9 |    | B | A | O | S | X | JT | JT | P | U |   |   |  |  |  |  |  |  |
| L0                                            | L1                       | L5 | L2 | L6 | L4 | M7a | C  | Z  | E  | I  | W  | Y  | D  | G  | Q  | HV | HV | F  | J  | T  | B | A | O | S | X | K  |    | P |   |   |   |  |  |  |  |  |  |
| L0                                            | L1                       | L5 | L2 | L6 | L4 | M7a | C  | Z  | E  | I  | W  | Y  | D  | G  | Q  | H  | V  | F  | J  | T  | B | A | O | S | X | K  |    | P |   |   |   |  |  |  |  |  |  |